# Cemitério da Colónia Judaica de Faro

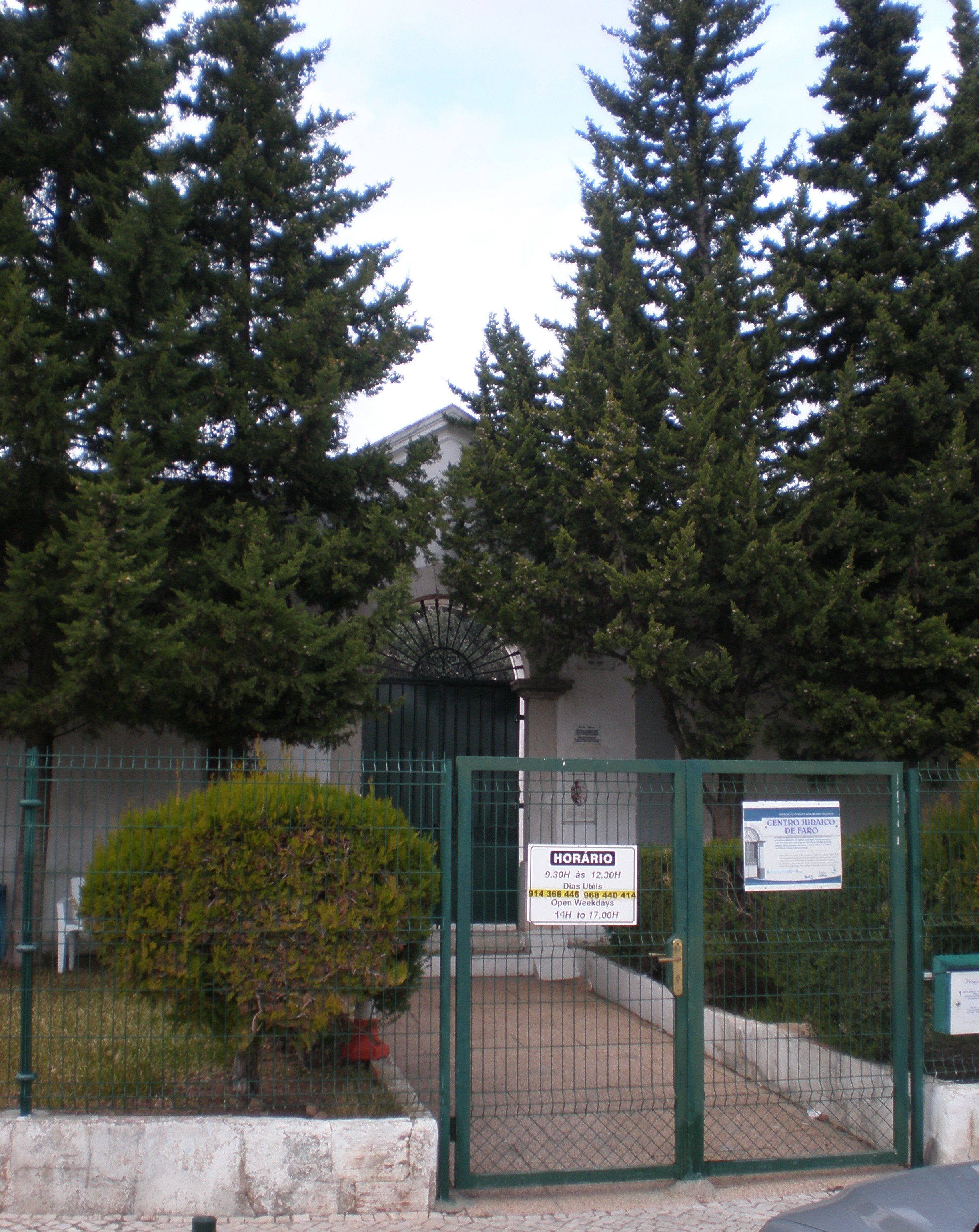
Cemitério Judaico, Faro

O Cemitério da Colónia Judaica de Faro, ou Cemitério Israelita de Faro, é um antigo cemitério desta cidade, situado ao lado do Estádio de São Luís.
Edificado em 1820, serviu para enterrar os judeus desta cidade, mantendo-se em funções até 1932. Funciona atualmente como Museu Israelita.
O Cemitério Israelita de Faro encontra-se classificado como Imóvel de Interesse Público desde 1978.
Foram plantadas dezoito árvores junto ao seu muro em honra a Aristides Sousa Mendes que salvou a vida de centenas (ou mesmo milhares) de judeus perseguidos pelos nazis.

## Fonte
Lameira, Francisco I. C. Faro Edificações Notáveis. Edição da Câmara Municipal de Faro, 1995.